# The Boyz (Duitse band)
The Boyz was een Duitse boyband uit eind jaren 1990. De groep werd in 1996 opgericht in de studio van de Berlijnse muziekproducent Triple-M en bracht in totaal drie albums uit. Het grootste succes van de band was de single One Minute die in de herfst van 1997 werd uitgegeven en die de top tien van de Duitse hitlijst behaalde.

## Bezetting
- Florian "Flow" Fischer (1974)
- Adel "Kane" Tawil (1978)
- Tarek "T-Soul" Hussein (1978)
- Salvatore Di Blasi (1980)
- Stephane Claudio Kroll-Marongiu (1979)

## Biografie
Fischer en Tawil leerden elkaar in 1993 in Club Future kennen, waarna Tawil Hussein introduceerde. In 1995 werd het drietal door het management van Triple-M ontdekt bij een talentenjacht. Di Blasi nam eveneens deel aan de talentenjacht en sloot zich vervolgens bij de groep aan. Het vijfde bandlid vond Fischer bij de modeshow van Berlijn in Kroll-Marongiu die daar als model liep. In het voorjaar van 1997 verscheen de eerste single Round & Round en in het najaar van dat jaar boekten ze hun grootste succes met de single One Minute die de negende plaats in de Duitse hitlijst behaalde. De tekst van het nummer werd geschreven door Tawil.

## Discografie

### Albums
- Boys in da House (1997)
- Next Level (1998)
- All the Best and Goodbye (1999)

### Singles
- Round & Round (1997)
- Let Me Show You the Way (1997)
- One Minute (1997)
- Shame (1998)
- I Like (1998)
- God Bless (1998)
- Memories (1999)